# 大仲马
亚历山大·仲马（法語：Alexandre Dumas，發音：[alɛksɑ̃dʁ dyma]，1802年7月24日—1870年12月5日），原名仲馬·達維·德拉帕耶特里（Dumas Davy de la Pailleterie，[dyma davi də la pajtʁi]），19世纪法国浪漫主义文学文豪，世界文学名著《基督山伯爵》的作者。
大仲马自学成才，主要以小说和剧作著称于世，最著名的作品除了《基度山恩仇記》之外，還包括《三剑客》、《二十年后》和《布拉熱洛納子爵》，即《達太安浪漫三部曲》。他一生創作甚多，著有150多部小說，90多個劇本等，其實大多數是他為了還債，聘用其他文人所寫，掛名「大仲馬著」以便行銷，因此被攻擊為「小說製造工廠的廠長」。
「仲马」的译名，是清末翻译家林紓依福州話的語音所译。其子仲马也是法国著名文学家，为区分兩人，遂稱其子為小仲馬，称之为大仲马（法語：Dumas, père）。

## 家世背景
大仲马的祖父亚历山大·安托万·达维·德·拉巴叶特里侯爵（marquis Alexandre Antoine Davy de la Pailleterie，1714年-1786年）曾在法国政府任职炮兵总军需官；1760年移居圣多明各（即现在的海地）。1762年3月27日，一个名叫塞塞特·仲马（Marie-Cessette Dumas）的女黑奴为他生下一个男孩，取名托马·亚历山大，即大仲马之父，仲馬是這位女黑奴的姓。
1780年前后，侯爵和他的儿子回到巴黎。1786年托马·亚历山大从军，他以仲马为姓入伍，是为托马·亚历山大·仲马（Thomas-Alexandre Dumas）。在不久之后爆发的法国大革命中，他以自己过人的勇武与胆识，从行伍的最底层，成为了拿破仑麾下的一名将军。托馬1798年隨拿破崙遠征埃及，但在隔年乘船返回法國時遭遇船難並被不勒斯王國拘留，2年的囚禁損害了托馬的健康，而返國後的他也未得到拿破崙的重新任用或撫卹，最後在1806年大仲馬僅有3歲半的時候因胃癌逝世。

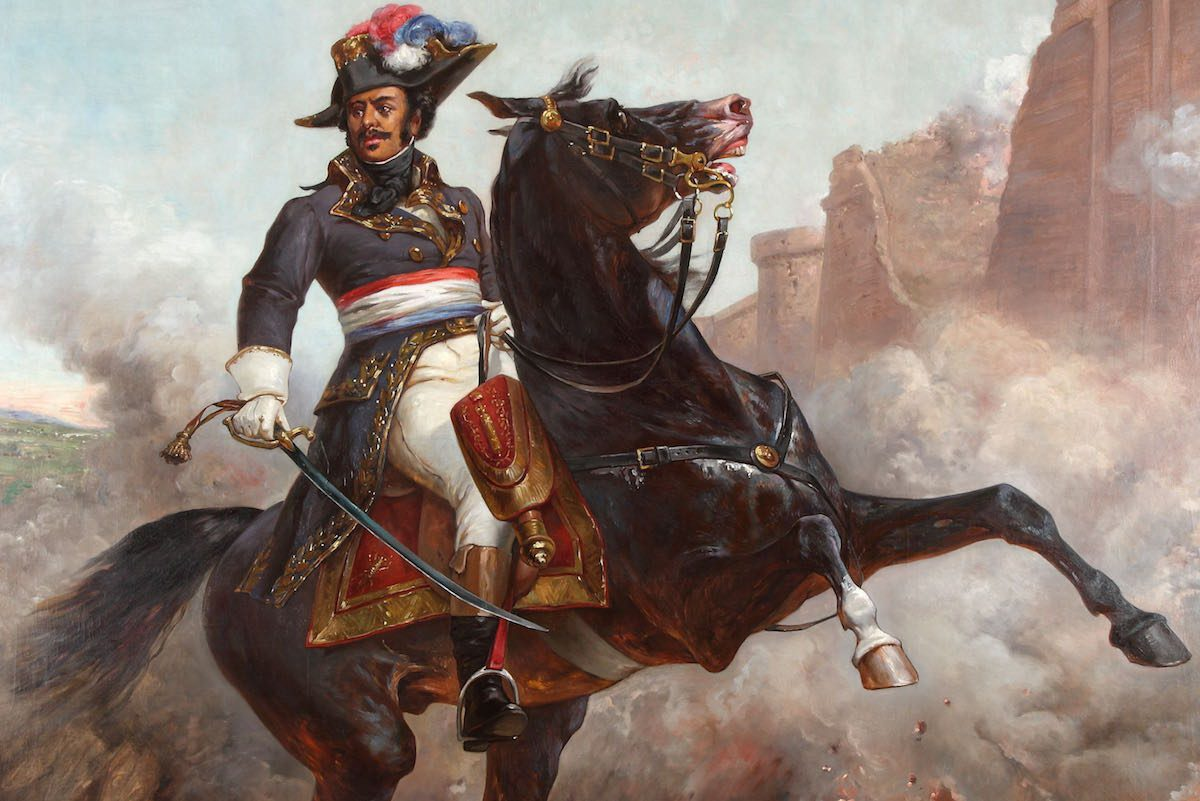
大仲马的父亲，托马·亚历山大·仲马将军

## 生平
大仲马于1802年7月24日生于法国中北部城市维莱科特雷，與母親相依為命，到了十三歲還未能好好就學，只能整天在森林遊蕩，肚子餓了，就射獵野鳥以果腹。後來在公證人事務所當見習生，認識了一個叫阿道夫的貴族朋友，引導他進入文學的殿堂，阿道夫帶著大仲馬認識戲劇，以及拉馬丁等詩人作品，於是大仲馬立志要成為一個作家。
大仲馬拿了打彈子贏來的九十塊法郎，前往巴黎打天下，一位將軍看在他父親的面子上，又見他寫得一手好字，推薦他到奧爾良公爵府裏當書記員，使他能勉強糊口。由於書法精良，他经常替法兰西喜剧院誊写文字，貼補家用，後來忍不住也自己寫起了劇本來，寫了三年後，他的第一齣劇本《亨利三世與其宮廷》使他在文學界嶄露頭角。
1839至1841年，大仲馬在幾位朋友的幫助下，編寫了《著名犯罪》（Celebrated Crimes）系列文集，主題為歐洲歷史上著名的罪行和罪犯，全8卷，共18篇文章，講述了包括貝亞特麗切·倩契、馬丹·蓋赫、切薩雷·波吉亞和盧克雷齊亞·波吉亞等人物。
1844年的《基督山伯爵》一書，使他成為家喻戶曉的大作家，從此聲名不衰。大仲馬風流之極，情婦無數，私生子也無數，小仲马也是其私生子，直到小仲馬七歲時，大仲馬才將之認領。
大仲馬原本生性豪爽不羈，在成名後就變本加厲，奢靡不堪，他一擲千金，經常遊歷四方，足迹遍及整個欧洲，他以自己筆下的“基度山伯爵”自居，不惜花費巨資二十萬法郎，在巴黎附近的聖日爾曼昂萊森林裏盖了一座新哥德式的「基督山城堡」，在那裡款待朋友和情婦們，舉行盛宴和舞會。1847年7月25日，大仲馬宴請50位客人，也包括法國大作家巴尔扎克。他又在一片森林中建造了另一個城堡式的別墅，一樣命名「基督山城堡」。但他揮金如土的生活，使他負債累累，他雖然聘請了許多門客為他捉刀，刊行了大量作品，得到大量的稿酬，但是晚年的大仲马依然非常贫困，為了抵債，他將兩座基度山城堡都拍賣了。他的最後一位情婦是一位美國女演員阿达·孟肯，後來演戲時墜馬摔死，大仲馬埋葬她以後，撐著一把藍色的雨傘，醉醺醺的來到其子小仲馬家中，喊道：“孩子，我是來你這等死的。”半個月後，大仲馬去世，享年六十八歲，小仲馬整理他的遺物，發現大仲馬遺產只有幾塊錢。
2002年，法國總統席哈克宣布，將大仲馬移靈巴黎的先賢祠，从而與作家維克多·雨果、左拉等人共享此殊榮。

## 子女
大仲马之長子小仲马亦為法国著名的作家，是大仲馬(21歲)（1802年—1870年）貧困時和一名女裁缝瑪麗-勞爾-凱瑟琳·拉貝(31歲)（Marie-Catherine Labay，1794年—1868年）的私生子，大仲馬成名後，混跡於上流社會，將他們母子拋棄，直到小仲馬七歲時，大仲馬才在法律上承認了這個兒子，雖然大仲马仍担负着瑪麗-勞爾-凱瑟琳·拉貝的生活费用，但是他始终没有承认瑪麗-勞爾-凱瑟琳·拉貝是他的妻子。小仲馬善于写戏剧，其中《茶花女》等为代表作。

## 政治信仰
大仲马信守共和政见，反对君主专政。他因為自己的穆拉托人身份，一生都受种族主义的困扰。

## 文学特色
大仲馬有句名言：「什麼是歷史？就是給我掛小說的釘子啊。」他的小說大多以真实的历史作背景，情节曲折生动，往往出人意料，有历史惊险小说之称。结构清晰明朗，语言生动有力，对话灵活机智等构成了大仲马小说的特色。大仲馬並非小說的唯一筆者，有一位中學教師奧古斯特·馬凱也參與創作。馬凱經人介紹，把三幕劇《狂歡節之夜》送去請大仲馬修改潤色，改名為《巴蒂爾德》，在巴黎舞臺上公演獲得好評。馬凱又寫歷史小說《老好人杜韋》，將手稿送給大仲馬過目。大仲馬把內容單薄的《老好人杜韋》改寫成《德·阿芒達爾騎士》，在《新聞報》上連載大獲成功。大仲馬從此欲罷不能，一生寫下數百部的小說。英國學者、詩人安德鲁·朗格說過：「大仲馬在一展歌喉之前，先得有個音叉定一下音；而他一旦認準了音高，就能一瀉千里地唱下去。」
一本大仲馬的傳記說：“如果您只要讀一本大仲馬的小說，那請讀《三劍客》；如果您有時間讀上三本，那麼請加上《基督山恩仇記》和《玛戈王后》；如果您要讀五本，再加上《二十年後》和《蒙梭羅夫人》；如果您選擇十冊大仲馬的作品，那麼便再加上《大野心家》、《四十五衛士》、《我的回憶錄》、《安東尼》和《布拉热洛纳子爵》。如果這十本書您都看過了，那麼您鐵定已經上了癮，毋須我們推薦您閱讀其他的作品了……”
他一生著有150多部小說，90多個劇本，文集250卷，創作量驚人，作品多達兩百七十卷，他也是一位美食家，甚至还写了一部《烹饪大全》，在法國通俗文學的魅力歷久不衰。不過由於經濟問題，他以大量的作品賺取巨額的稿酬，託人代寫、捉刀，成為他謀生必要的手段，甚至有些作品大仲馬自己都沒看過，因此大仲馬的作品普遍良莠不齊，飽受研究者的批評。

## 主要作品

### 历史小说
瓦卢瓦王朝三部曲（也作：“三亨利之战”的三部曲, 背景为法国宗教战争时期）
- 《玛戈王后》（又译《瑪歌王后》）1845年，La Reine Margot [法]
- 《蒙梭罗夫人》La Dame de Monsoreau [法]
- 《四十五卫士》Les Quarante-cinq [法]，The Forty-five Guardsmen [英]

达达尼昂-三部曲（背景为路易十四时代, 法国鼎盛时期）：
- 《三个火枪手》（或譯《三剑客》，旧译《俠隱記》）（第1及2卷）Les Trois Mousquetaires [法]，The Three Musketeers [英]
- 《二十年后》（旧译《續俠隱記》）（第3至5卷）Vingt ans après [法]，Twenty Years After [英]
- 《布拉热洛纳子爵》（又译《布拉日隆子爵》，旧译《鐵面人》《後續俠隱記》《小俠隱記》）（第6至11卷）Le Vicomte de Bragelome [法]，The Vicomte de Bragelonne [英]

描写法国君主制崩溃的系列小说《一个医生的回忆》（背景为法国大革命时期）：
- 《约瑟·巴尔萨莫》（又译《风雨术士：巴尔萨莫男爵》）Joseph Balsamo [英]
- 《王后的项链》Le Collier de la Reine [法]，The Queen's Necklace [英]
- 《昂热·皮都》Ange Pitou [法]
- 《夏尔尼伯爵夫人》
- 《红屋骑士》（又译《红房子骑士》）Le Chevalier de Maison-Rogue [法]，The chevalier de Maison Rouge [英]

描写拿破仑时期的小说：
- 《双雄记》（又译《杀手与侠盗》，《耶羽的伙伴》）Les compagnons de Jéhu [法]，The Companions of Jehu [英]
- 《白与蓝》Les Blancs et les Bleus [法]，White and Blue [英]
- 《最后的骑士》Le Chevalier de Sainte-Hermine [法]，The Last Cavalier [英]
- 《基督山伯爵》（又译《基度山恩仇記》）Le Comte de Monte-Cristo [法]，The Count of Monte Cristo [英]

为数罕见的爱情小说：
- 《黑郁金香》（又译《黑色郁金香》）Tulipe noire [法]，The Black Tulip [英]

其他小说：
- 《阿斯加尼奧》 Ascanio [英]
- 《末日暴君》
- 《裙釵之戰》
- 《惡狼司令》
- 《俠盜羅賓漢》
- 《蘇后瑪麗慘史》

### 戏剧
- 《亨利三世及其宫廷》（1829年）：开创了新的文学体裁--历史剧，浪漫主义戏剧，破除了古典主义“三一律”
- 《安东尼》（1831年）
- 《拿破仑》（1831年）

## 外部連結
- Alexandre Dumas, père的作品  - 古騰堡計劃